# カール・グツコー
カール・フェルディナント・グツコー（Karl Ferdinand Gutzkow、1811年3月17日 - 1878年12月16日）は、ドイツの著作家。三月前期（Vormärz）における作家グループ「青年ドイツ」の中心作家として知られる。

## 生涯
グツコーはベルリンのレンガ積み職人の家庭に生まれ、ベルリン大学においてヘーゲル、シュライアーマッヒャーのもとで神学と哲学を学んだ。1830年の7月革命をきっかけに政治問題に目を向けるようになり、学業と平行してヴォルフガング・メンツェルとともに文芸雑誌を刊行、時事評論を多数執筆した。1835年に発表した小説『Wally die Zweiflerin』は風紀紊乱のかどで出版停止となり、グツコー自身も3ヶ月の禁固刑を受けた。彼の全著作はハインリヒ・ラウベのものなどともに発禁処分を受け、この動きは間もなくハインリヒ・ハイネの著作にも及んだ。1838年には雑誌『Telegraph für Deutschland』を発行し、フリードリヒ・エンゲルス、フリードリヒ・ヘッベル、ゲオルク・ヘルヴェーク等が寄稿した。
グツコーの5幕の喜劇『Zopf und Schwert』（1844年）は、1926年に映画化され、これをもとにエドムント・ニックが1940年にオペレッタを制作している。